# أورسينول
الأورسينول مركب عضوي بالصيغة CH 3 C 6 H 3 (OH) 2 . يحدث في العديد من أنواع الأشنات  بما في ذلك Roccella tinctoria و Lecanora . تم اكتشاف الأورسينول في «الغراء السام» لنوع النمل Camponotus saundersi . إنها مادة صلبة عديمة اللون. يرتبط بـ resorcinol ، 1،3-C 6 H 4 (OH) 2 .

## التوليف وردود الفعل
تم تحضير Orcinol لأول مرة عن طريق حمض dehydroacetic ، وهو تحويل تضمن فتح حلقة من البيرون إلى triketone. ساعدت هذه التجربة المبكرة في إنشاء كيمياء تكثيف غنية للبوليكيتيدات .  يمكن الحصول عليها بدمج خلاصة الصبار مع البوتاس ، ثم التحميض.
فهو يستخدم في إنتاج الصبغة أورسيين ونتيجة ل كاشف في بعض الاختبارات الكيميائية ل pentoses ، مثل اختبار بيال . يمكن تصنيعه من التولوين ؛ الأكثر إثارة للاهتمام هو إنتاجه عندما يتم تكثيف إستر الأسيتون ثنائي الكربوكسيل بمساعدة الصوديوم . يتبلور في مناشير عديمة اللون مع جزيء واحد من الماء ، والذي يحمر عند التعرض للهواء. يعطي كلوريد الحديديك لونًا بنفسجيًا مزرقًا مع المحلول المائي. على عكس الريسورسينول فإنه لا يعطي فلورسين مع أنهيدريد فثاليك . تعطي أكسدة محلول الأمونيا الأورسين ، C 28 H 24 N 2 O 7 ، المكون الرئيسي لصبغة أرشيل الطبيعية . 4-Methylcatechol هو ايزومير ، كما وجدت لها الميثيل الأثير ( creosol ) في الزان القطران -wood.

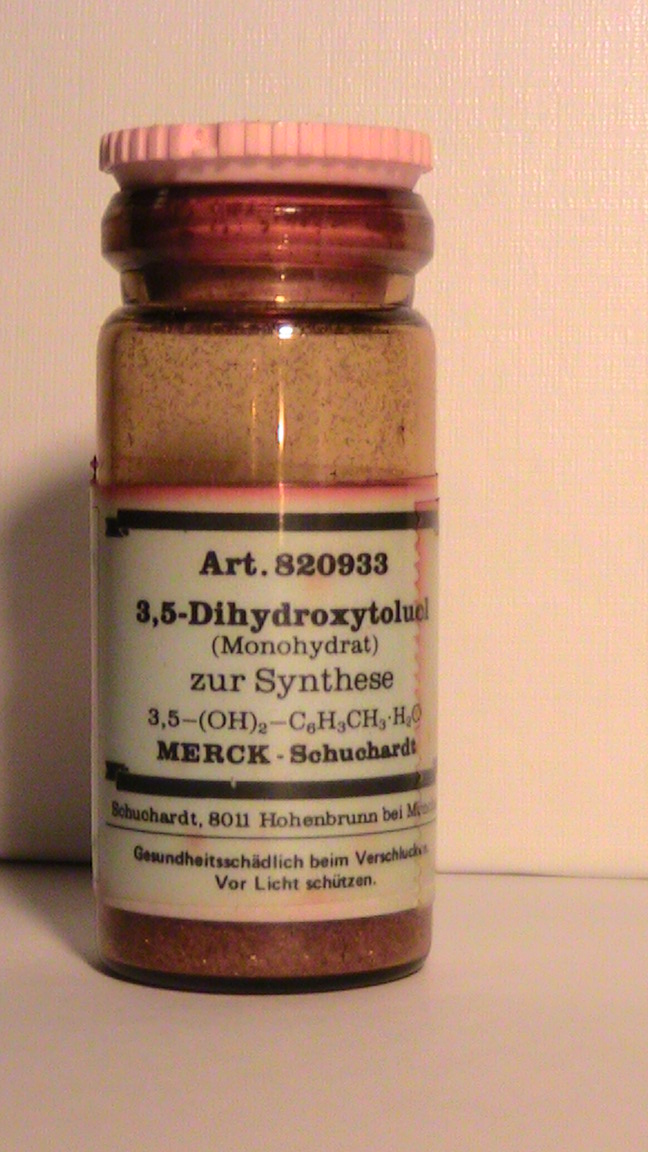
أورسينول

## تقدير الحمض النووي الريبي بطريقة الأورسينول
المبدأ
هذا رد فعل عام للبنتوز ويعتمد على تكوين فورفورال. عندما يتم تسخين البنتوز بتركيز حمض الهيدروكلوريك ، يتفاعل الأورسينول في وجود فورفورال في وجود كلوريد الحديديك كمحفز بيورين لإنتاج اللون الأخضر فقط نيوكليوتيد البيورين.
المواد
العينة التجارية من الحمض النووي الريبي: 10 ملغ
محلول الحمض النووي الريبي (0.2 مجم / مل): قم بإذابة 10 مجم من الحمض النووي الريبي المتاح تجارياً في 50 مل من محلول ملحي واستخدم العينة للتحضير القياسي.
كاشف الأورسينول: قم بإذابة 10 جم من كلوريد الحديديك (FeCl3) 6 H2O في 1 لتر من 1 جم من كلوريد الحديديك (FeCl) 6 H2O في 1 لتر من حمض الهيدروكلوريك المركز وأضف 35 مل من 6٪ وزن / حجم الأورسينول في الكحول.
محلول ملحي مخزّن.
حمام ماء مغلي.
إجراء
امص محلول الحمض النووي الريبي القياسي بترتيب 0-2 مل في سلسلة من أنابيب الاختبار وقم بتكوين حجم كل أنبوب 2 مل بالماء المقطر. أضف 3 مل من كاشف الأورسينول لكل أنبوب للحصول على محلول قياسي. لمحلول الاختبار: خذ 2 مل من صوديوم الحمض النووي (معزول من مصدر الأنسجة). أضف 3 مل من كاشف الأورسينول إلى كل أنبوب ، وقم بتسخين الأنبوب في حمام مائي مغلي لمدة 20 دقيقة. تبرد وخذ الكثافة الضوئية عند 665 نانومتر مقابل فراغ الأورسينول.
نتيجة:
تركيز الحمض النووي الريبي الموجود في العينة المعينة هوميكروغرام / 2 مل.

## الإنتاج من الزيت الصخري
تم العثور على Orcinol أيضًا في الزيت الصخري المنتج من الصخر الزيتي Kukersite .  إنه الفينول الرئيسي القابل للذوبان في الماء في الزيت ، وقد تم استخراجه وتكريره صناعيًا بواسطة Viru Keemia Grupp . 